# Pachira wodna
Pachira wodna (Pachira aquatica) – gatunek rośliny z rodziny wełniakowatych, pochodzącej z tropikalnych obszarów Ameryki. Na stanowiskach naturalnych rośnie na terenach okresowo zalewanych. Nasiona mogą kiełkować już w wodzie i zaczynają rosnąć bezpośrednio po dostaniu się na stały grunt. Stosunkowo odporna na zasolenie. Strefy mrozoodporności: 9-11.

## Morfologia
PokrójDrzewo osiągające do 20 m wysokości. Kora gładka, szarobrązowa. Często korzenie szkarpowe.
LiścieDłoniaste, naprzemianległe, ogonki o długości do 25 cm, z 5-9 podługowatymi, krótkoogonkowymi listkami o długości do 30 cm.
KwiatyBardzo duże (o średnicy do 35 cm), pojedyncze lub po trzy, o zapachu wanilii. 5 długich i wąskich płatków korony w kolorze kremowym do zielonkawożółtego. Ponad 200 pręcików u nasady białych lub żółtych, w górnej części czerwonych, tworzących pędzelek. Kwiaty otwierają się w nocy, zamykają się rankiem.
OwoceDuże, długości do 40 cm, torebki od kuliste do podługowato-eliptycznych, z 5 podłużnymi fałdkami, zawierające kilka podłużnych, brązowych nasion.

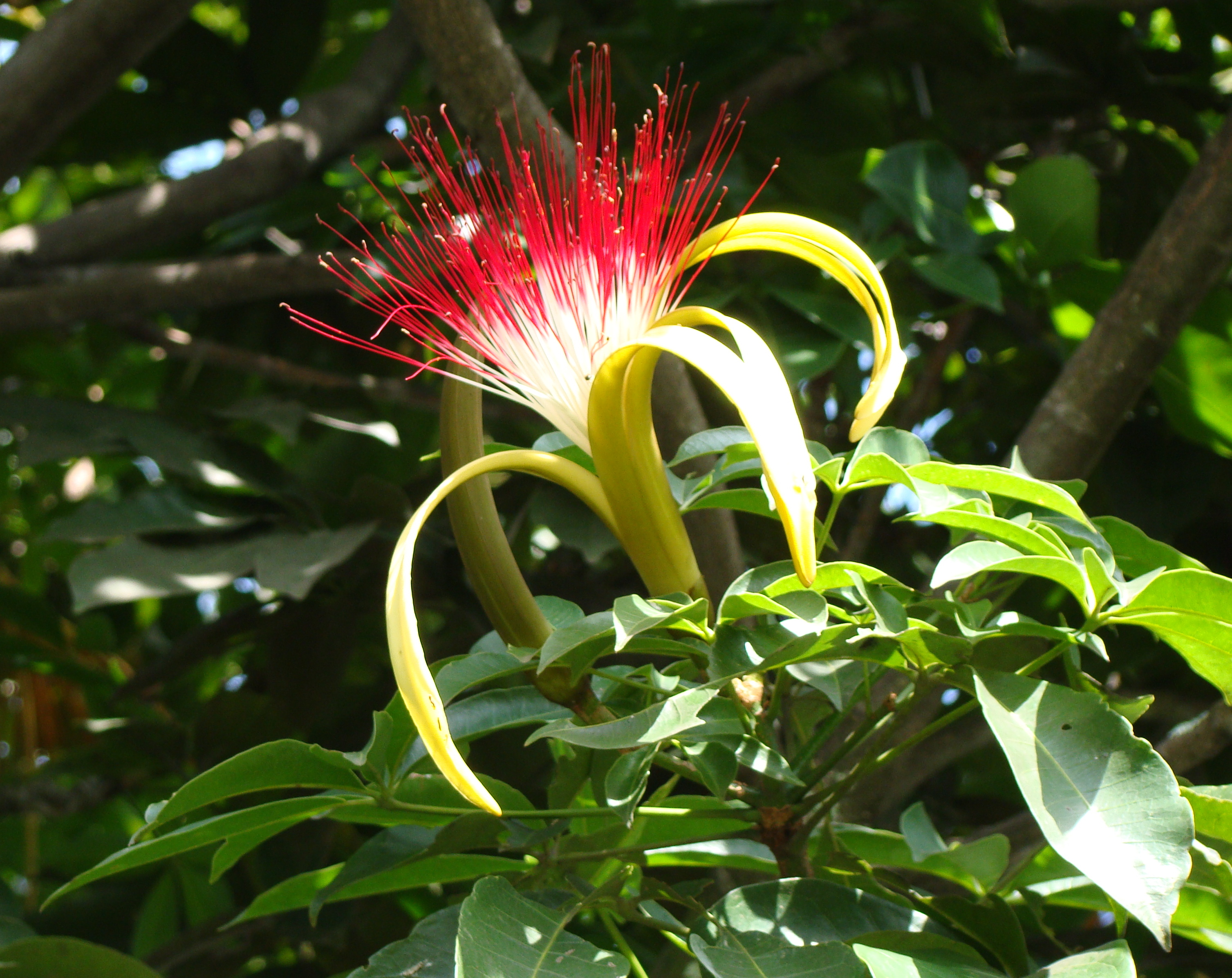
Kwiat
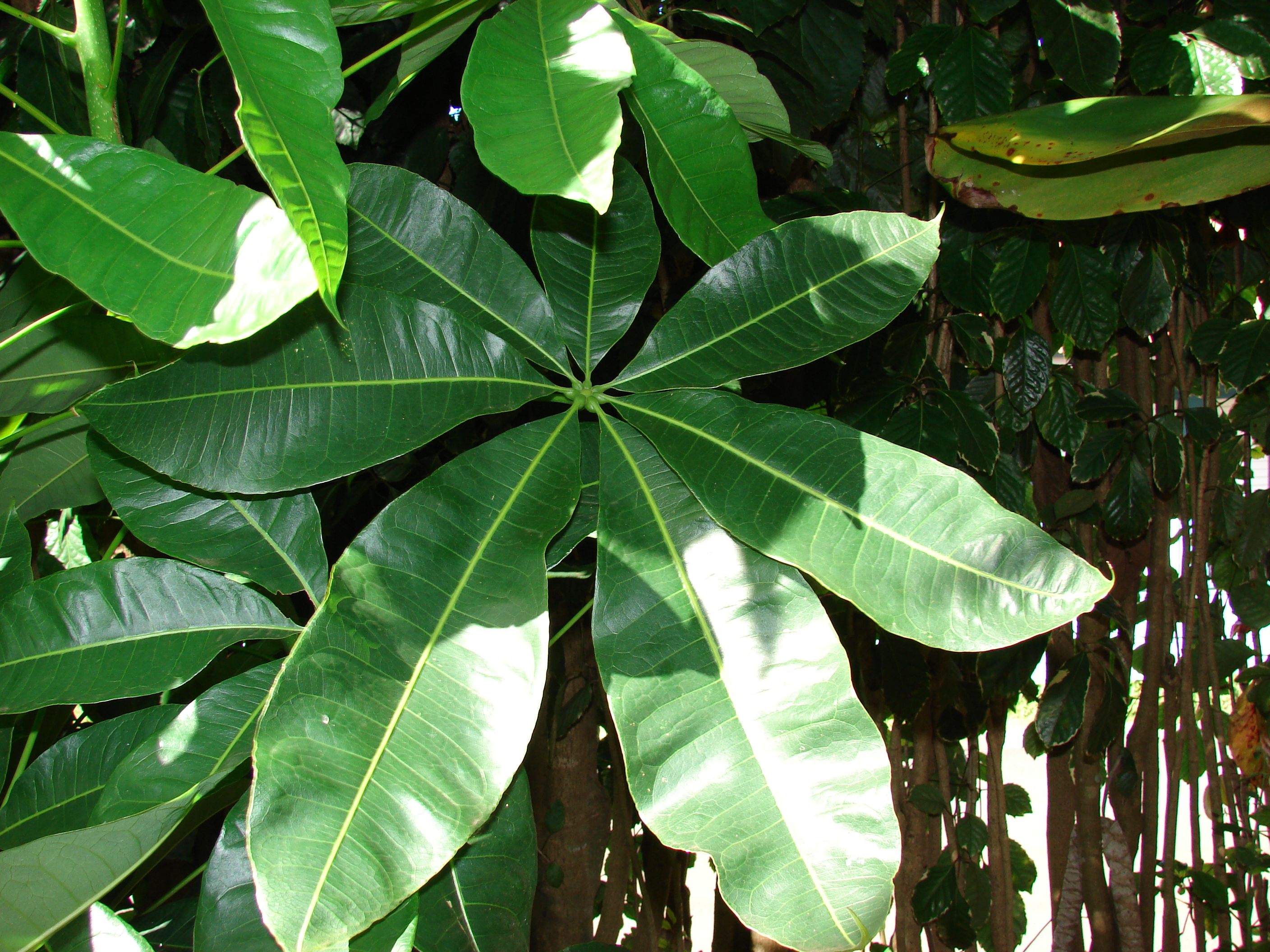
Liść
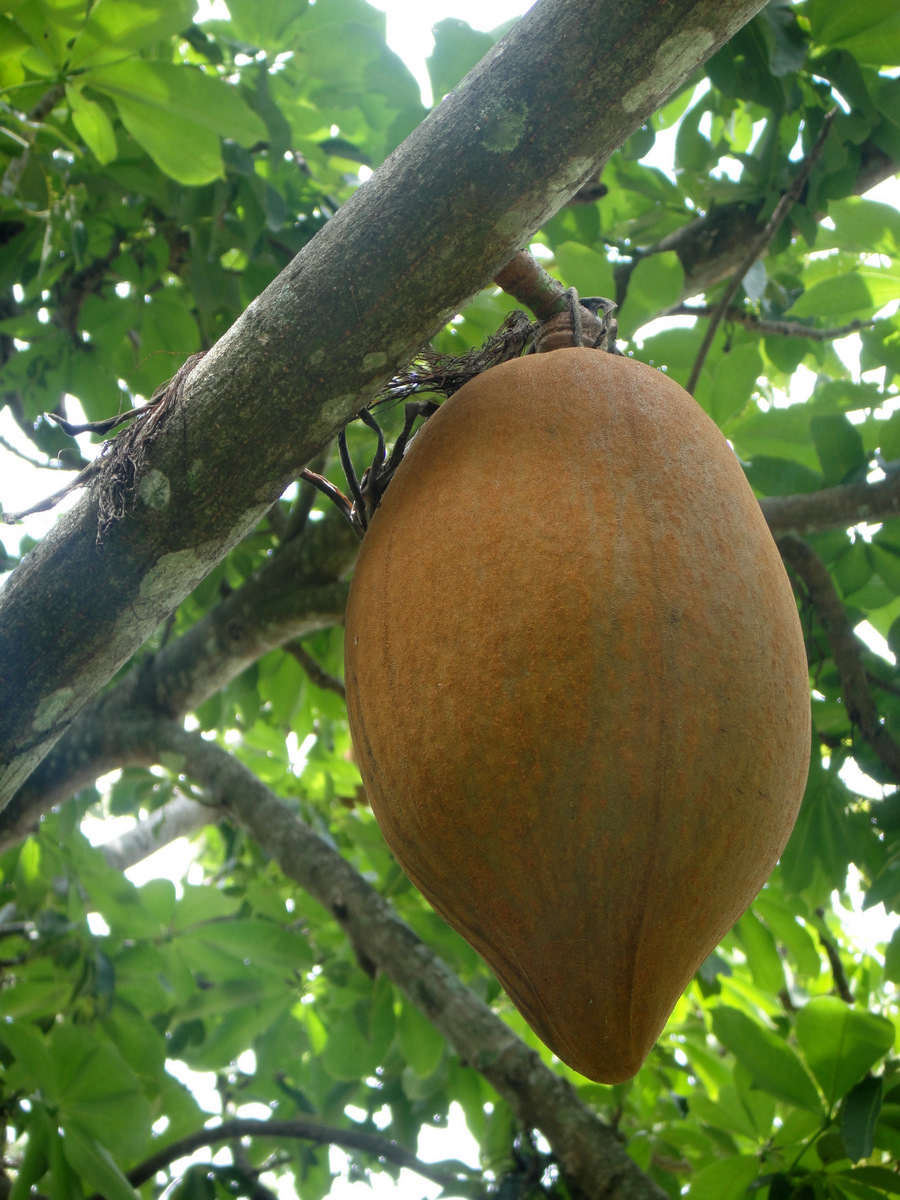
Owoc
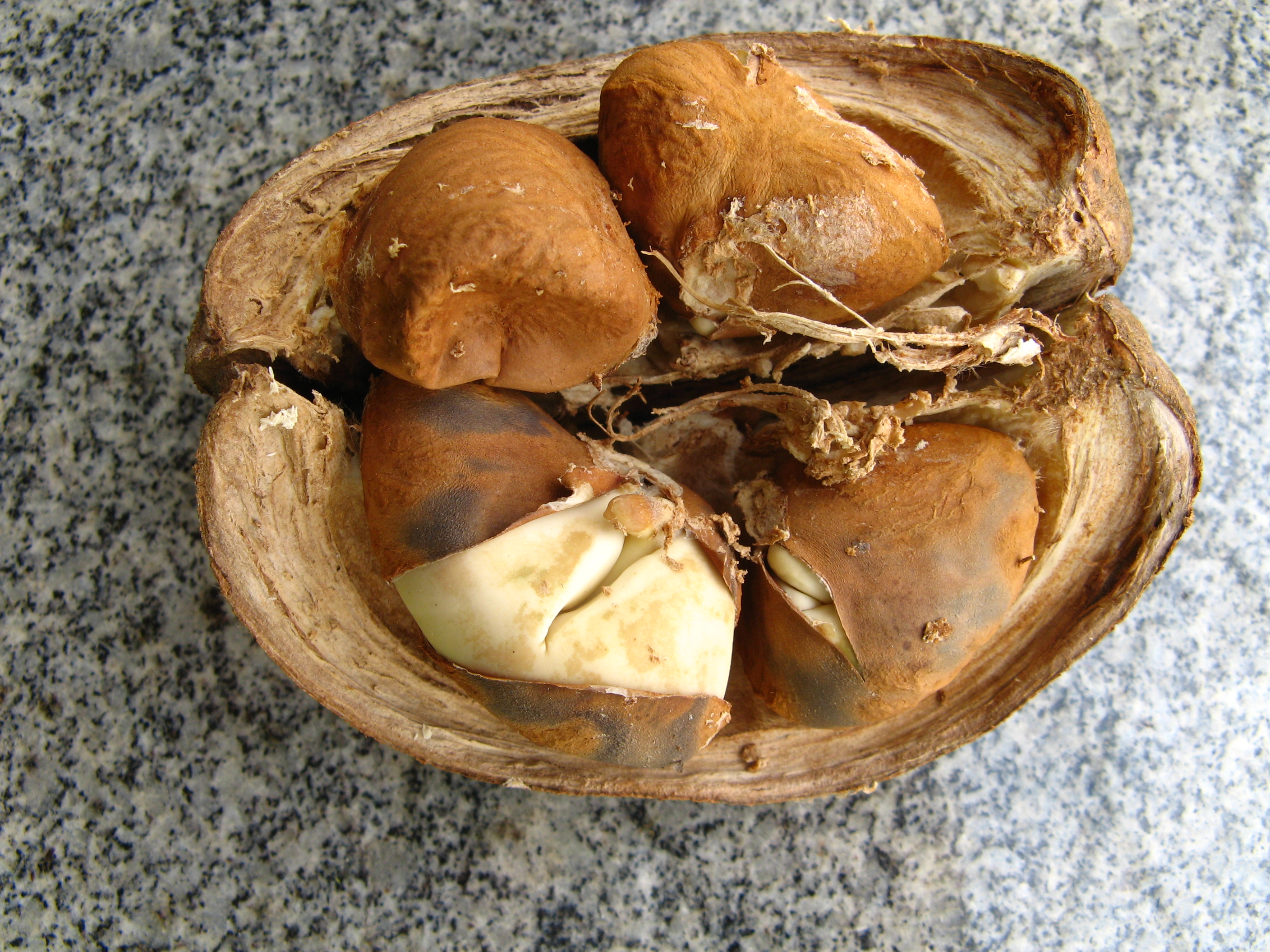
Nasiona w dojrzałym owocu

## Zastosowanie
- Sadzona powszechnie jako drzewo uliczne.
- Na Dalekim wschodzie popularna również w pomieszczeniach, jako roślina mająca przynosić powodzenie finansowe (tzw. "money tree", chiń. 發財樹 fācái shù).
- Nasiona, zwane orzechami saba, są jadalne na surowo, po ugotowaniu lub upieczeniu. Spożywa się również młode listki[5].